# Bienvenido a la Vida
Bienvenido a la vida es el nombre del tercer álbum de estudio de la banda mexicana Aleks Syntek y la Gente Normal. Fue lanzado al mercado en 1995, el mismo año en que León Chiprut deja la banda para dedicarse a la fotografía. El álbum es considerado de corte experimental y es así mismo su trabajo de menor éxito comercial.Sin embargo, con tintes de rock progresivo e influencia de Pink Floyd y Alan Parsons Proyect, musical y conceptualmente es el mejor álbum de la agrupación.
De esta obra se desprenden los sencillos «La fe de antes», «Bienvenido a la vida» y «Evolución».

## Lista de canciones
| N.º | Título                          | Duración |  |
| 1.  | «Introducción»                  | 1:28     |  |
| 2.  | «Bienvenido a la vida»          | 5:03     |  |
| 3.  | «¿Por dónde empezar?»           | 3:16     |  |
| 4.  | «La fe de antes»                | 4:55     |  |
| 5.  | «Santifica mi alma»             | 4:17     |  |
| 6.  | «Evolución»                     | 4:57     |  |
| 7.  | «Los hijos del fin del milenio» | 4:08     |  |
| 8.  | «Canción de cuna #1»            | 2:26     |  |
| 9.  | «RGB»                           | 4:01     |  |
| 10. | «Tu huella en la historia»      | 4:02     |  |
| 11. | «Un secreto»                    | 3:58     |  |
| 12. | «Mientras respiro»              | 3:58     |  |
| 13. | «Canción de cuna #2»            | 3:23     |  |
| 14. | «Bienvenido (final)»            | 1:40     |  |